# ستيوارت فان فليت
ستيوارت فان فليت (بالإنجليزية: Stewart Van Vliet)‏ (و. 1815 – 1901 م) هو ضابط من الولايات المتحدة الأمريكية. ولد في فيريسبور.
توفي في واشنطن العاصمة.